# Aeropuerto Bonanza
El Aeropuerto Bonanza (IATA: BZA, OACI: MNBZ) es un aeropuerto que sirve al municipio de Bonanza, en la Región Autónoma de la Costa Caribe Norte, Nicaragua.